# Weltervikt i fristil i brottning vid olympiska sommarspelen 1972
Herrarnas brottningsturnering i fristil i viktklassen weltervikt vid olympiska sommarspelen 1972 avgjordes i Fairgrounds, Judo and Wrestling Hall i München. 

## Medaljörer
| Klass      | Guld              | Silver                 | Brons                      |
| Weltervikt | Wayne Wells · USA | Jan Karlsson · Sverige | Adolf Seger · Västtyskland |

## Resultat
Legend
- TF — Vinst genom fall
- IN — Vinst genom att motståndaren skadas
- DQ — Vinst genom passivitet
- D1 — Vinst genom passivitet, vinnaren är också passiv
- D2 — Båda brottarna förlorade på grund av passivitet
- FF — Vinst genom förverkande
- DNA — Anlände inte
- TPP — Totala straffpoäng
- MPP — Matchstraffpoäng

Straff
- 0 — Vinst genom fall, teknisk överlägsenhet, passivitet, skada och förverkande
- 0.5 — Vinst på poäng, 8-11 poängs skillnad
- 1 — Vinst på poäng, 1-7 poängs skillnad
- 2 — Vinst på passivitet,  vinnaren är också passiv
- 3 — Förlust på poäng, 1-7 poängs skillnad
- 3.5 — Förlust på poäng, 8-11 poängs skillnad
- 4 — Förlust genom fall, teknisk överlägsenhet, passivitet, skada och förverkande

### Elimineringsrunda

#### Omgång 1
| TPP | MPP |                             | Poäng |                                 | MPP | TPP |
| --- | --- | --------------------------- | ----- | ------------------------------- | --- | --- |
| 4   | 4   | Toshitada Yoshida (JPN)     | 7:31  | Francisco Lebeque (CUB)         | 4   | 4   |
| 0   | 0   | Adolf Seger (FRG)           | 8:23  | Alfred Wurr (CAN)               | 4   | 4   |
| 1   | 1   | Jurij Gusov (URS)           |       | Ludovic Ambruş (ROU)            | 3   | 3   |
| 3   | 3   | Bruce Akers (AUS)           |       | Mukhtiar Singh (IND)            | 1   | 1   |
| 3   | 3   | Daniel Robin (FRA)          |       | Yancho Pavlov (BUL)             | 1   | 1   |
| 4   | 4   | Abou Assi Bachir Hani (LIB) | 5:06  | Robert Blaser (SUI)             | 0   | 0   |
| 3.5 | 3.5 | Bruno Hartmann (AUT)        |       | Danzandarjaagiin Sereeter (MGL) | 0.5 | 0.5 |
| 0   | 0   | Wayne Wells (USA)           | 5:59  | Mehmet Ali Demirtaş (TUR)       | 4   | 4   |
| 3   | 3   | Tony Shacklady (GBR)        |       | Miroslav Musil (TCH)            | 1   | 1   |
| 4   | 4   | Nestor González (ARG)       | 5:07  | Wolfgang Nitschke (GDR)         | 0   | 0   |
| 0   | 0   | Jan Karlsson (SWE)          | 2:28  | Shakar Khan Shakar (AFG)        | 4   | 4   |
| 3   | 3   | Mohammad Yaqoob (PAK)       |       | Miklós Urbanovics (HUN)         | 1   | 1   |
| 0   |     | Mansour Barzegar (IRI)      |       | Bye                             |     |     |

#### Omgång 2
| TPP | MPP |                                 | Poäng |                             | MPP | TPP |
| --- | --- | ------------------------------- | ----- | --------------------------- | --- | --- |
| 0.5 | 0.5 | Mansour Barzegar (IRI)          |       | Toshitada Yoshida (JPN)     | 3.5 | 7.5 |
| 8   | 4   | Francisco Lebeque (CUB)         | 2:55  | Adolf Seger (FRG)           | 0   | 0   |
| 8   | 4   | Alfred Wurr (CAN)               | 3:51  | Jurij Gusov (URS)           | 0   | 1   |
| 3.5 | 0.5 | Ludovic Ambruş (ROU)            |       | Bruce Akers (AUS)           | 3.5 | 6.5 |
| 5   | 4   | Mukhtiar Singh (IND)            | 2:24  | Daniel Robin (FRA)          | 0   | 3   |
| 1   | 0   | Yancho Pavlov (BUL)             | 2:02  | Abou Assi Bachir Hani (LIB) | 4   | 8   |
| 1   | 1   | Robert Blaser (SUI)             |       | Bruno Hartmann (AUT)        | 3   | 6.5 |
| 4.5 | 4   | Danzandarjaagiin Sereeter (MGL) | 8:25  | Wayne Wells (USA)           | 0   | 0   |
| 5   | 1   | Mehmet Ali Demirtaş (TUR)       |       | Tony Shacklady (GBR)        | 3   | 6   |
| 1   | 0   | Miroslav Musil (TCH)            | 4:46  | Nestor González (ARG)       | 4   | 8   |
| 1   | 1   | Wolfgang Nitschke (GDR)         |       | Jan Karlsson (SWE)          | 3   | 3   |
| 6   | 2   | Shakar Khan Shakar (AFG)        |       | Mohammad Yaqoob (PAK)       | 2   | 5   |
| 1   |     | Miklós Urbanovics (HUN)         |       | Bye                         |     |     |

#### Omgång 3
| TPP | MPP |                           | Poäng |                                 | MPP | TPP |
| --- | --- | ------------------------- | ----- | ------------------------------- | --- | --- |
| 3.5 | 2.5 | Miklós Urbanovics (HUN)   |       | Mansour Barzegar (IRI)          | 2.5 | 3   |
| 1   | 1   | Adolf Seger (FRG)         |       | Jurij Gusov (URS)               | 3   | 4   |
| 3.5 | 0   | Ludovic Ambruş (ROU)      | 2:27  | Mukhtiar Singh (IND)            | 4   | 9   |
| 3   | 0   | Daniel Robin (FRA)        | 4:17  | Robert Blaser (SUI)             | 4   | 5   |
| 2   | 1   | Yancho Pavlov (BUL)       |       | Danzandarjaagiin Sereeter (MGL) | 3   | 7.5 |
| 0   | 0   | Wayne Wells (USA)         | 1:24  | Miroslav Musil (TCH)            | 4   | 5   |
| 9   | 4   | Mehmet Ali Demirtaş (TUR) | 8:18  | Wolfgang Nitschke (GDR)         | 0   | 1   |
| 3   | 0   | Jan Karlsson (SWE)        | 3:49  | Mohammad Yaqoob (PAK)           | 4   | 9   |

#### Omgång 4
| TPP | MPP |                         | Poäng |                         | MPP | TPP |
| --- | --- | ----------------------- | ----- | ----------------------- | --- | --- |
| 6.5 | 3   | Miklós Urbanovics (HUN) |       | Adolf Seger (FRG)       | 1   | 2   |
| 3   | 0   | Mansour Barzegar (IRI)  | 6:18  | Jurij Gusov (URS)       | 4   | 8   |
| 6.5 | 3   | Ludovic Ambruş (ROU)    |       | Daniel Robin (FRA)      | 1   | 4   |
| 2.5 | 0.5 | Yancho Pavlov (BUL)     |       | Robert Blaser (SUI)     | 3.5 | 8.5 |
| 1   | 1   | Wayne Wells (USA)       |       | Wolfgang Nitschke (GDR) | 3   | 4   |
| 9   | 4   | Miroslav Musil (TCH)    | 5:36  | Jan Karlsson (SWE)      | 0   | 3   |

#### Omgång 5
| TPP | MPP |                        | Poäng |                         | MPP | TPP |
| --- | --- | ---------------------- | ----- | ----------------------- | --- | --- |
| 7   | 4   | Mansour Barzegar (IRI) | 5:18  | Adolf Seger (FRG)       | 0   | 2   |
| 7   | 3   | Daniel Robin (FRA)     |       | Wayne Wells (USA)       | 1   | 2   |
| 3.5 | 1   | Yancho Pavlov (BUL)    |       | Wolfgang Nitschke (GDR) | 3   | 7   |
| 3   |     | Jan Karlsson (SWE)     |       | Bye                     |     |     |

#### Omgång 6
| TPP | MPP |                     | Poäng |                   | MPP | TPP |
| --- | --- | ------------------- | ----- | ----------------- | --- | --- |
| 4   | 1   | Jan Karlsson (SWE)  |       | Adolf Seger (FRG) | 3   | 5   |
| 7.5 | 4   | Yancho Pavlov (BUL) | 6:37  | Wayne Wells (USA) | 0   | 2   |

#### Sista omgångarna
| TPP | MPP |                    | Poäng |                   | MPP | TPP |
| --- | --- | ------------------ | ----- | ----------------- | --- | --- |
|     | 1   | Jan Karlsson (SWE) |       | Adolf Seger (FRG) | 3   |     |
| 4   | 3   | Jan Karlsson (SWE) |       | Wayne Wells (USA) | 1   |     |
| 6   | 3   | Adolf Seger (FRG)  |       | Wayne Wells (USA) | 1   | 2   |